# Apuesta por un amor
Apuesta por un amor é uma telenovela mexicana produzida por Angelli Nesma Medina para a Televisa e exibida entre 25 de outubro de 2004 e 22 de abril de 2005, sucedendo Rubi e antecedendo Contra viento y marea.
É um remake da telenovela colombiana La potra Zaina produzida em 1993 e foi adaptada por Gabriela Ortigoza, Juan Carlos Alcalá e Ximena Suárez e foi dirigida por Sergio Cataño, Alfredo Gurrola e Benjamin Cann.
Foi protagonizada por Patricia Manterola e Juan Soler e antagonizada por Fabián Robles, Monika Sánchez, Carmen Becerra e Alejandra Ávalos.

## Sinopse
Na cidade de San Gaspar, no estado mexicano de Yucatán, vive Julia Montaño, uma mulher linda, mas arrogante de um caráter forte. Julio Montaño, pai de Julia, é dono de uma fazenda de gado muito próspera, que o posiciona como um dos homens mais ricos e poderosos da região. Julia é a pessoa que sempre esteve ao lado do pai nos negócios da propriedade, enquanto seu irmão Alvaro é dedicado a jogos de azar, álcool e abuso do poder usando a influência do seu pai, enquanto a irmã Soledad se refúgia do mundo criando fantasia para esquecer a indiferença de seu pai.
Julio e Ignacio tinham arranjado o casamento de seus filhos anos atrás, Julia e Francisco, que estão de acordo com o casamento, no entanto, Francisco gosta de perder tempo com as mulheres em um bordel, onde ele mantém relações amorosas com Eva, uma mulher mal vista por todos na região. Quando Julia descobre as traições, termina com Francisco e se torna uma mulher fria que desconfia e trata mal todos os homens a sua volta, exceto seu pai e Chepe, um pobre homem do povoado que vivia vagando pela floresta. Ele gosta de Julia como se fosse sua própria filha, dando-lhe o apelido de "La Potra".
Na Cidade do México, vive Cassandra, uma mulher interesseira e ambiciosa, que passa muito tempo em casas de jogos, onde ela gosta de frequentar e gastar tudo que tem, Cassandra tem muitos amores que assim como ela são viciados em jogos, de todos esses homens, Cassandra só está interessada por Gabriel, um homem humilde e inteligente, que tem muita sorte nos jogos.
Ignacio e Julio fazem uma viagem de negócios à Cidade do México. Eles decidem ir para uma casa de jogos em que Júlio conhece e se apaixona por Cassandra. Ignacio, em uma rodada de jogo com Gabriel, perde sua fazenda. Gabriel dá um prazo de 3 meses para desocupar sua fazenda e entregá-la.
Julio e Cassandra se casam em San Gaspar contra a vontade de seus 3 filhos. Gabriel faz uma viagem a San Gaspar onde se encontra com Julia, lá os dois se apaixonam, mas o caráter orgulhoso de ambos provoca uma mistura de conflitos e sentimentos entre os dois. Cassandra se dá conta que Júlia está apaixonada por Gabriel, e começa a envenenar o marido Julio contra ele. Julio começa a usar sua influência para arruinar Gabriel. No entanto, embora Julia pensasse odiar Gabriel, ela percebe que seu pai tentou destruir o amor de sua vida. Neste enredo de intrigas, amor e ódios, Julia e Gabriel lutam contra todos para manter a aposta em seu amor.

## Elenco
- Patricia Manterola - Julia Montaño / Julia Estrada de Durán ("La Potra")
- Juan Soler - Gabriel Durán
- Alejandra Ávalos - Cassandra Fragoso de Montaño
- Eric del Castillo - Chepe Estrada
- Jorge Vargas (ator) - Julio Montaño
- Roberto Palazuelos - Francisco Andrade
- Carmen Becerra - Nadhia Thomas Fragoso
- Monika Sánchez - Eva "La Mariposa" Flores
- Roberto Ballesteros - Justo Hernández
- Fabián Robles - Alvaro Montaño
- Lorena Enríquez - Soledad Montaño
- Rafael del Villar - Domingo Ferrer
- Julio Mannino - Leandro Pedraza
- Dacia González - Clara Garcia
- Alfonso Iturralde - Prof. Homero Preciado
- Manuela Imaz - Gracia Ferrer
- José María Torre - Luis Pedraza
- Francesca Guillén - Matilde Cruz
- Juan Ángel Esparza - Samuel Cruz
- Arsenio Campos - Ignacio Andrade
- Maleni Morales - Ester Andrade
- Roberto D'Amico - Padre Jesus
- Jaime Lozano - Braulio Serrano
- Socorro Bonilla - Lazara Jiménez
- Tony Bravo - Camilo Beltrán
- Alejandro Rábago - Lorenzo Pedraza
- Justo Martínez - Macario Trujillo
- Elsa Navarrete - Lucero Beltrán
- Héctor Sáez - Cayetano Cruz
- Benjamín Rivero - Ramón
- Rafael Goyri - Aurelio
- Memo Dorantes - Jacinto Viloria
- Fernando Robles - Marcial
- Ricardo Vera - Melesio
- Jan - Dr. Felipe Calzada
- Marco Muñoz - Dr. Sebastian Ibarrola
- Gustavo Rojo - Dr. Leonardo de la Rosa
- Tanya Amezcua Riquenes - Enfermeira
- Manuel Benítez
- Pablo Montero
- Jacqueline Voltaire

## Audiência
Obteve média geral de 23 pontos.

## Prémios e indicações
| Categoria                 | Nomeado (a)          | Resultado |
| ------------------------- | -------------------- | --------- |
| Melhor telenovela         | Angelli Nesma Medina | Nomeada   |
| Melhor atriz protagonista | Patricia Manterola   | Nomeada   |
| Melhor ator protagonista  | Juan Soler           | Nomeado   |
| Melhor atriz antagonista  | Monika Sánchez       | Nomeada   |
| Melhor ator antagonista   | Fabián Robles        | Vencedor  |
| Melhor atriz secundária   | Dacia González       | Nomeada   |
| Melhor ator secundário    | Eric del Castillo    | Vencedor  |
| Melhor tema musical       | Luis Miguel          | Nomeado   |

## Outras Versões
- Apuesta por un amor é a adaptação mexicana da telenovela colombiana La potra Zaina, produzida pelo canal RCN em 1993, dirigida por Julio César Luna e protagonizada por Aura Cristina Geithner e Miguel Varoni.